# コルチャック (小惑星)
コルチャック (2163 Korczak) は小惑星帯に位置する小惑星。クリミア天体物理天文台で発見された。

## 名称
ポーランドの小児科医・孤児院院長で児童文学作家のヤヌシュ・コルチャック（1878年 - 1942年）から命名された。コルチャックはトレブリンカ強制収容所で200人の孤児たちとともにホロコーストの犠牲となった。